# 君島久子
君島 久子（きみしま ひさこ、1925年2月15日 - 2023年6月8日）は、日本の中国文学者・民族学者。国立民族学博物館名誉教授、聖徳学園岐阜教育大学名誉教授。

## 来歴・人物
栃木県出身。慶應義塾大学文学部卒業。旧・東京都立大学大学院修士課程修了。国立民族学博物館教授を務め、1990年に定年退任し名誉教授、聖徳学園岐阜教育大学・岐阜聖徳学園大学教授。中国中央民族大学および雲南大学名誉教授。
中国児童文学研究会代表として『西遊記』『王さまと九人のきょうだい』など、多くの中国の昔話･民話の翻訳・研究著書を刊行している。

### 主な受賞
- サンケイ児童出版文化賞 -『白いりゅう黒いりゅう』岩波書店、『中国の神話』筑摩書房
- 日本翻訳文化賞 -『西遊記』[2]福音館書店
- 巖谷小波文芸賞、2010年

## 著作
- 『ふえをふく岩』ポプラ社 1973
- 『中国の神話 天地を分けた巨人』筑摩書房 1983
- 『月をかじる犬―中国の民話』筑摩書房 ちくま少年図書館 1984
- 『ケサル大王物語 幻のチベット英雄伝』筑摩書房 1987
- 『「王さまと九人の兄弟」の世界』岩波書店 2009

### 研究書の編著・訳
- 李星華 編『中国少数民族の昔話 白族民間故事伝説集』三弥井書店 1980.11
- 馬寅主 編『概説中国の少数民族』監訳 三省堂 1987.12
- 編『日本民間伝承の源流 日本基層文化の探求』小学館 1989.4
- 編『東アジアの創世神話』弘文堂 1989.9
- 過偉『中国女神の宇宙』監訳 勉誠出版 2009

### 児童向け訳書
- 張天翼『宝のひょうたん』松枝茂夫共訳　岩波少年文庫 1958、のち改版
- 『ほしになったりゅうのきば　中国民話』福音館書店 1963
- 賈芝、孫剣冰編『白いりゅう黒いりゅう 中国のたのしいお話』岩波書店 1964、のち新編
- 『マーリャンとまほうのふで』偕成社 1966
- 袁静『ちびくろの出発』新日本出版社 1966
- 肖甘牛『月からきたトウヤーヤ』岩波書店 1969、のち新編、岩波少年文庫 2017
- 『チワンのにしき―中国民話』ポプラ社 1969
- 『王さまと九人のきょうだい　中国の民話』岩波書店 1969、のち新編
- 賈芝編『シャウトンとかくれんぼひめ』あかね書房 1970
- 『西遊記』福音館書店 1975-76、新編・同文庫 2004
- 胡奇『はるかな緑の地』太平出版社 1975
- 『うしかいとおりひめ―中国の昔話』偕成社 1977
- 田海燕編『チベットのものいう鳥』岩波書店 1977.4
- 『けものたちのないしょばなし アフガニスタンのはなし』コーキ出版 1977.4
- 『きんのくじゃく タイ・ルー族の民話』文研出版 1978.3
- 『たからのふね―中国の昔話』小学館、1979
- 趙燕翼『金の瓜と銀の豆』ほるぷ出版 1980.8
- 『たけむすめ 中国の昔話』小学館 1981.4
- ラオ・ショ『まほうの船』ほるぷ出版 1981.7
- ヨーレン『ふしぎなつえ』偕成社 1983.7
- 『中国のむかし話』古谷久美子共訳　偕成社文庫 1985.12
- 『幽霊のこわがるもの―中国のむかしばなし』小峰書店 1985
- 『あかりの花 中国苗族民話』肖甘牛採話 福音館書店 1985.1
- 方軼羣『しんせつなともだち』福音館書店 1987.1
- 『西遊記』少年少女世界文学館 講談社 1987.5、新編2001
- 劉霆華『やさしいりゅう 竜抬頭』小峰書店 1988.8
- 李鳳翔『りゅうになったちいさなこい 竜門点額』小峰書店 1988.8
- 『東アジアの創世神話』弘文堂 1989.9
- 『銀のうでわ　中国の民話』岩波書店 1997、小野かおる 絵
- 『巨人グミヤーと太陽と月 中国のむかしばなし』岩波書店 2000.1
- 『けものたちのないしょ話 中国民話選』岩波少年文庫 2001.11
- 『天女の里がえり 中国のむかしばなし』岩波書店 2007.10
- 『ながいかみのむすめ チャンファメイ』 - 中国トン族の昔話、後藤仁 絵[3]、福音館書店こどものとも 2013.3
- 『犬になった王子 -チベットの民話』後藤仁 絵[3]、岩波書店 2013.11